# Hemandradenia
Hemandradenia ist eine Pflanzengattung aus der Familie der Connaraceae.

## Beschreibung
Hemandradenia sind Sträucher bzw. kleine Bäume. Die eigentlich zusammengesetzten Blätter haben nur ein Blättchen. Der Blütenstand ist eine Rispe oder ein Glomerulus, die heterodistylen Blüten sind zwittrig und meist fünfzählig, selten vier- bis siebenzählig.
Die Kronblätter sind außen und innen behaart, ebenso die Staubfäden und der Griffel. Es gibt nur ein Fruchtblatt, die Frucht ist ein ungestielter Balg, außen dicht filzig und innen kahl und öffnet sich nicht während oder nach der Reife.
Die Samen sind einzeln an der Innenseite des Balgs befestigt und besitzen eine fleischige Außenschicht, die sogenannte Sarkotesta, die den Samen komplett umhüllt. Das Endosperm ist dünn bis reichlich, die Radicula ist spitz.

## Verbreitung
Die Gattung ist altweltlich, die Arten finden sich in West- und Zentralafrika.

## Systematik
Die Gattung wird in die Tribus Connareae der Familie gestellt. Es gibt nur zwei Arten:
- Hemandradenia chevalieri Stapf: Sie kommt an der Elfenbeinküste und in Gabun vor.[1]
- Hemandradenia mannii Stapf: Sie kommt an der Elfenbeinküste, in Nigeria und im tropischen Zentralafrika vor.[1]